# Friedrich Baum
Friedrich Baum, nemški častnik, * 1727, † 1777.
Baum je bil poveljnik brunswiškega Dragonskega polka Prinz Ludwig, ki se je bojeval na britanski strani med ameriško vojno za samostojnost.
Padel je v saratoško kampanjo med bitko pri Benningtonu.